# Komerční kolegium
Komerční kolegium (Kommerzkollegium) byl ústřední úřad habsburské monarchie. Úřad byl zřízen z podnětu merkantilisty J. J. Bechera v roce 1666 a jeho sídlem byla Vídeň.
Účelem a náplní práce úřadu bylo vytvářet a zajišťovat podmínky zahraničního obchodu. Později, v roce 1718, byly kompetence úřadu dále rozšířeny a v jednotlivých zemích byla zřízena zvláštní komerční kolegia.
Po roce 1760 byla komerční kolegia označována jako komerční konsens.